# 迪亞斯灣
54°45′S 36°18′W / 54.750°S 36.300°W
迪亞斯灣（英語：Diaz Cove），是南極洲的海灣，位於南喬治亞島南部，處於失望角西北面19公里，庫普里亞諾夫群島處於入口處，現時由英國海外領土管轄。